# قهرمانی کاریوکا
قهرمانی کاریوکا، که به طور رسمی با نام قهرمانی ایالتی ریودوژانیرو شناخته می‌شود، یک لیگ فوتبال ایالتی در ایالت ریودوژانیرو برزیل است که زیر نظر فدراسیون فوتبال ایالت ریودوژانیرو برزیل برگزار می‌شود. این یک تورنمنت سالانه است که از سال ۱۹۰۶ آغاز شده است.
بیشترین رقابت در این مسابقات بین چهار تیم بوتافوگو، فلامینگو، فلومیننزه و واسکو دوگاما می‌باشد.

## قهرمانان
| رتبه | باشگاه         | قهرمان | نایب قهرمان |
| ---- | -------------- | ------ | ----------- |
| ۱    | فلامینگو       | ۳۹     | ۳۳          |
| ۲    | فلومیننزه      | ۳۳     | ۲۴          |
| ۳    | واسکو دوگاما   | ۲۴     | ۲۵          |
| ۴    | بوتافوگو       | ۲۱     | ۲۰          |
| ۵    | آمریکا آرجی    | ۷      | ۷           |
| ۶    | بانگو          | ۲      | ۶           |
| ۷    | سائو کریستوفاو | ۲      | ۱           |
| ۸    | پایساندو       | ۱      | ۱           |